# Anders Jonas Ångström
Anders Jonas Ångström (Lögdö, 13. kolovoza 1814. – Uppsala, 21. lipnja 1874.), švedski fizičar i astronom. Od 1839. predavao fiziku na Sveučilištu u Uppsali. Važan je njegov pionirski rad u spektroskopiji i području toplinske vodljivosti. Otkrio načelo spektralne analize, to jest da zagrijani plin emitira (emisijski spektar) iste one zrake koje bi kao hladan apsorbirao (apsorpcijski spektar). Proučavanjem Sunčeva spektra otkrio 1862. prisutnost vodika u Sunčevoj atmosferi. Godine 1868. objavio je katalog s više od 1000 spektralnih linija Sunca.

## Spektralna analiza
Spektralna analiza je skupina postupaka za utvrđivanje sastava kemijskih tvari s pomoću spektra svjetlosti što je one emitiraju ili apsorbiraju. Spektralna analiza je ispitivanje svjetlosnog zračenja koje emitira kemijska tvar pod utjecajem visoke temperature. Tako se na osnovi svojstvenih spektralnih linija koje emitira ili apsorbira kemijska tvar određuje sastav i struktura atoma ili molekula. Spektralna analiza vrši se s pomoću instrumenata koji se zovu spektrografi i koji svjetlost rastavljaju u spektar i snimaju je na fotografsku ploču ili na neki drugi način.
Spektralne crte jednog kemijskog elementa su njegovo nepromjenjivo svojstvo u svim prilikama. Tako natrij daje u spektru žutu, litij sjajnu crvenu, helij dvije žute, a živa zelenu crtu. Iz toga izlazi da svijetle crte spektra možemo smatrati pouzdanom potvrdom za prisutnost nekog kemijskog elementa.
Na temelju toga su G. R. Kirchoff i R. W. Bunsen razradili takozvanu spektralnu analizu, to jest određivanje kemijskog sastava različitih tvari pomoću spektra. Isto tako i tamne crte u apsorpcionom spektru služe za određivanje prisutnosti pojedinih elemenata. Pomoću spektralne analize otkriven je element helij najprije na Suncu, a onda na Zemlji. Isto tako su otkriveni elementi rubidij, cezij i talij.

## Ångstrom
Ångstrom (oznaka Å) je mjerna jedinica za duljinu. Imenovana je po švedskom fizičaru A. J. Ångströmu, jednom između osnivača spektroskopije. 1 Ångstrom (Å) je jednak 10-10 metara, 10-7 mm ili 0,1 nm. Ångstrom ne spada među SI jedinice, upotrebljava se prije svega za izražavanje veličine atoma, duljine kemijskih veza i valnih duljina za spektar vidne svjetlosti.